# Biber (Stoff)
Biber (auch englisch Beaver oder Beaverteen) ist ein dichtes Gewebe aus Baumwolle, das ein- oder beidseitig z. B. durch Walken aufgeraut wurde. Der Stoff wird dadurch etwas dicker, flauschig und weich, sodass er auf der Haut als wärmer empfunden wird. Namensgebend für den Stoff ist das gleichnamige Säugetier. Der Biber besitzt ein sehr dichtes Fell, das ihn vor der Auskühlung im Wasser bewahrt. Biber wird daher vorwiegend für Winterbettwäsche, warme Unterwäsche und Flanellhemden verwendet. Ursprünglich wurde Biber nur in Köperbindung hergestellt; der heute für Bettwäsche verwendete Stoff ist meist leinwandbindig. Zum Teil gibt es noch eine Unterscheidung zwischen Biber und Feinbiber, wobei beim Feinbiber etwas leichtere und dünnere Garne zum Einsatz kommen, damit das Gewebe weniger starr ist als klassisches Bibergewebe.
Biber wird auch Rauhcouverture, Rohflanell oder Baumwollflanell genannt. Die englische Bezeichnung lautet flannelette.